# Заслужений майстер спорту Республіки Білорусь
Заслужений майстер спорту Республіки Білорусь — державна нагорода Білорусі — почесне звання, яке надається указом Президента Республіки Білорусь.
Звання було встановлено в 1995 року як почесне спортивне звання (тобто відомче). Як почесне звання воно було встановлено Законом Республіки Білорусь від 13 квітня 1995 року «Про державні нагороди Республіки Білорусь».
Почечесне звання «Заслужений майстер спорту Республіки Білорусь» надається спортсменам і спортсменам-інвалідам за досягнення високих результатів на Олімпійських, Паралімпійських і Всесвітніх іграх, чемпіонатах, першостях і Кубках світу і Європи.
12 квітня 1996 року, особи, які мають звання «Заслужений майстер спорту СРСР», були прирівняні до осіб, удостоєних звання «Заслужений майстер спорту Республіки Білорусь».

## Нагрудний знак

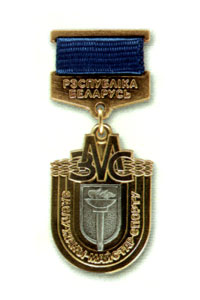
Знак до почесного звання

Знак «Заслужений майстер спорту Республіки Білорусь» має форму чотирикутника завширшки 20 мм, заввишки разом з вушком 29 мм. Його нижня частина має овальну форму. Силует знаку нагадує бігову доріжку стадіону, у верхній його частині по горизонталі розміщене рельєфне зображення вінка із лаврового листя, посередині — літери «ЗМС», у центрі знаку розміщен накладка з рельєфним зображенням факела, по овалу бігової доріжки — напис «Заслужений майстер спорту Республіки Білорусь». Зворотна сторона знаку має гладку поверхню.
Знак при помощи вушка і кільця з'єднується з колодкою завширшки 20 мм і заввишки разом з вушком 18 мм. Колодка обтягнута муаровою стрічкою синього кольору. У нижній частині колодки розташований напис «Республіка Білорусь». Колодка уніфікована для трьох видів знаків.
Знак виготовляється з томпаку із позолотою.

## Нагородження

### 2002
22 травня 2002 року звання удостоєний::
- Олександр Онищенко — спортсмен-інструктор національної збірної команди Республіки Білорусь з важкої атлетики.

24 травня 2002 року звання були удостоєні гравці національної збірної команди Республіки Білорусь з хокею, яка посіла 4-е місце на зимових Олімпійських іграх 2002:
- Олександр Андрієвський, нападник, «Хімік» (Воскресенськ),
- Олег Антоненко, нападник, «Сєвєрсталь» (Череповець),
- Вадим Бекбулатов, нападник, «Динамо-Енергія» (Єкатеринбург),
- Дмитро Дудик, нападник, ХК «Гомель»
- Олександр Журик, нападник, «Крила Рад» (Москва),
- Едуард Занковець, нападник,
- Андрій Ковальов, нападник, «Обергаузен» (Німеччина),
- Костянтин Кольцов, нападник, «Спартак» (Москва),
- Олексій Калюжний, нападник, «Металург» (Магнітогорськ),
- Володимир Копать, захисник, «Нафтохімік» (Нижньокамськ),
- Олександр Макрицький, захисник, «Обергаузен» (Німеччина),
- Ігор Матушкін, захисник, «Шеллефтео» (Швеція),
- Андрій Мезін, воротар, «Берлін» (Німеччина),
- Олег Микульчик, захисник, «Хімік» (Воскресенськ),
- Дмитро Панков, нападник, «Металург» (Новокузнецьк),
- Андрій Расолько, нападник, «Северсталь» (Череповець),
- Олег Романов, захисник, «Северсталь» (Череповець),
- Руслан Салей, захисник, «Анагайм Дакс»,
- Андрій Скабелка, нападник, «Салават Юлаєв» (Уфа),
- Сергій Стась, захисник, «Крефельд» (Німеччина),
- Леонід Фатіков, воротар, «Кассель» (Німеччина),
- Олег Хмиль, захисник, «Лада» (Тольятті),
- Володимир Циплаков, нападник, «Ак Барс» (Росія),
- Сергій Шабанов, воротар, «Металург» (Новокузнецьк).

Не отримав звання Василь Панков, нападник, «Аугсбург» (Німеччина), допінг-проба якого дала позитивний результат.

10 червня 2002 року звання удостоєний:
- Герман Кантоєв — спортсмен-інструктор національної збірної команди Республіки Білорусь з вільної боротьби.

2 листопада 2002 року звання удостоєні:
за досягнення на зимових Паралімпійських іграх 2002:
- Ядвига Скоробогата — спортсмен-інструктор національної команди Республіки Білорусь з лижного спорту;

за другие достижения:
- Зінаїда Стагурська — спортсмен-інструктор національної команди Республіки Білорусь з велоспорту;
- Анжеліка Котюга — спортсмен-інструктор національної команди Республіки Білорусь з конькобіжного спорту.